# 室根からあげ

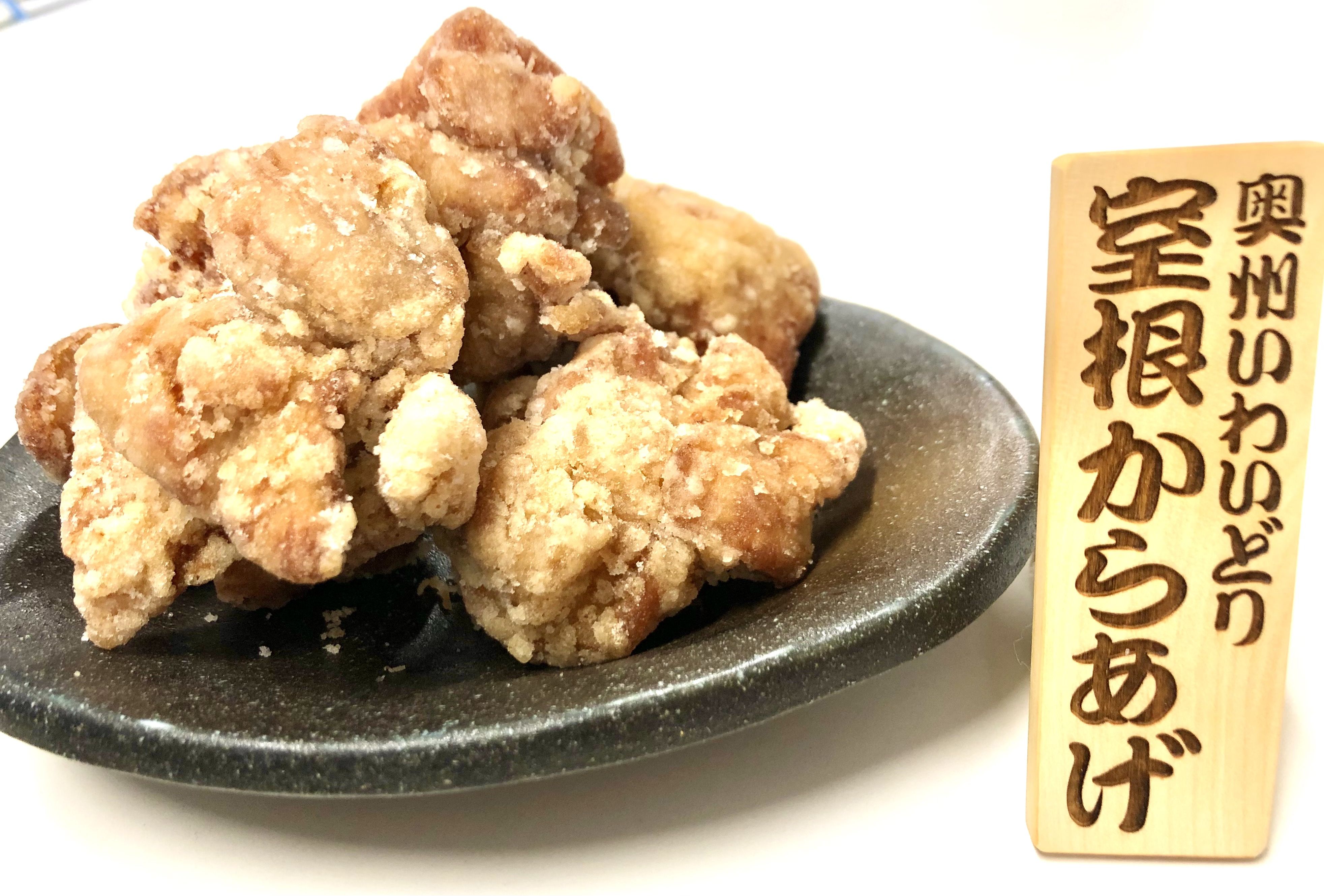
室根からあげ

室根からあげ（むろねからあげ）は、岩手県一関市室根町にある株式会社オヤマの直営店「からあげ家」または「からあげ家奥州いわい」で販売されている、岩手県産銘柄鶏「奥州いわいどり」を使用した鶏のから揚げの商品名である。

## 概要
オヤマが原材料となる鶏の飼育から製造・加工、販売まで一貫して行っている。醤油だれに漬け込んだ銘柄鶏「奥州いわいどり」のもも肉に、馬鈴薯澱粉をまぶして揚げた唐揚げである。漬け込みだれにはショウガとタマネギのすりおろしを使用しており、ニンニクは使用していない。
2023年時点で一日当たり3,500個ほど、多い日には6,000個以上を製造している。

## 歴史
1960年代にオヤマ創業者の妻・小山良子が、飼育研修で長野県を訪れた際に食べた「山賊焼」の味をヒントにレシピを考案。その後レシピに基づいた開発が進められ、2009年6月にオヤマの敷地内にオープンした唐揚げ専門店「からあげ家室根店」（2018年4月より道の駅むろね店に移転）で販売が開始された。
「からあげ家 奥州いわい」は日本唐揚協会が主催する「からあげグランプリ」東日本しょうゆダレ部門において、2017年と2018年および2023年に最高金賞を受賞した。
2018年11月、千葉県で開催された「からあげフェスティバルin千葉No.1決定戦」で優勝し、日本一となった。
2019年3月、スシローにて「コラボからあげシリーズ」第3弾として期間限定で販売した。
2019年11月、渋谷スクランブルスクエア地下2階に、からあげ家奥州いわいの新規店舗「奥州いわい渋谷スクランブルスクエア店」を出店した。
2023年1月、ファミリーマートとコラボし、「しょうが玉ねぎ風味の鶏唐と甘辛だれの謎唐丼」を東北エリアで期間限定発売した。